# هان ليم لي
هان ليم لي (بالإنجليزية: Han Lim Lee)‏ هو رسام توضيحي أمريكي، ولد في 17 يوليو 1973 في سول في كوريا الجنوبية.